# John P. Fulton
John P. Fulton (Beatrice, 4 novembre 1902 – Iver Heath, Buckinghamshire, Inghilterra, 5 luglio 1966) è stato un effettista statunitense.
Raggiunse la notorietà negli anni trenta, periodo in cui fu uno dei componenti fissi della squadra della Universal Pictures, che in quegli anni diede vita alla serie di film dei Mostri della Universal. A maturità acquisità fu vincitore di due Oscar ai migliori effetti speciali, per L'uomo meraviglia (1945) e I dieci comandamenti (1956).

## Biografia
Da giovane studiò ingegneria, ma iniziò presto la sua carriera nel mondo del cinema, dapprima come assistente fotografo, appassionandosi presto alle potenzialità offerte dal nascente cinema sonoro e avvicinandosi al mondo degli effetti speciali. L'incontro con Carl Laemmle, capo della Universal, fu decisivo per la sua carriera. Da ricordare la sua attiva collaborazione con Alfred Hitchcock per il quale fu il supervisore agli effetti speciali in sei film tra il 1942 e il 1958.

## Filmografia parziale
Secondo la filmografia presente sul sito Internet Movie Database, Jack Fulton fu special effects supervisor (supervisore agli effetti speciali) in 266 film.
- Femmine del mare (Submarine), regia di Frank Capra (1928)
- The Michigan Kid, regia di Irvin Willat (1928)
- La donna che non si deve amare (Waterloo Bridge), regia di James Whale (1931)
- Borneo selvaggio (East of Borneo), regia di George Melford (1931)
- Il dottor Miracolo (Murders in the Rue Morgue), regia di Robert Florey (1932)
- La mummia (The Mummy), regia di Karl Freund (1932)
- L'uomo invisibile (The Invisible Man), regia di James Whale (1933)
- The Black Cat, regia di Edgar G. Ulmer (1934)
- La moglie di Frankenstein (Bride of Frankenstein), regiqa di James Whale (1935)
- Il segreto del Tibet (Werewolf of London), regia di Stuart Walker (1935)
- The Raven, regia di Lew Landers (1935)
- La figlia di Dracula (Dracula's Daughter), regia di Lambert Hillyer) (1936)
- The Road Back, regia di James Whale (1937)
- Il figlio di Frankenstein (Son of Frankenstein), regia di Rowland V. Lee (1939)
- La donna invisibile (The Invisible Woman), regia di A. Edward Sutherland (1940)
- Il ritorno dell'uomo invisibile (The Invisible Man Returns), regia di Joe May (1940)
- L'uomo lupo (The Wolf Man), regia di George Waggner (1941)
- Il terrore di Frankenstein (The Ghost of Frankenstein), regia di Erle C. Kenton (1942)
- Sabotatori (Saboteur), regia di Alfred Hitchcock (1942)
- Joe l'inafferrabile (Invisible Agent), regia di Edwin L. Marin (1942)
- The Mummy's Tomb, regia di Harold Young (1942)
- Frankenstein contro l'uomo lupo (Frankenstein Meets the Wolf Man), regia di Roy William Neill (1943)
- Il figlio di Dracula (Son of Dracula), regia di Robert Siodmak (1943)
- Gung Ho! ('Gung Ho!': The Story of Carlson's Makin Island Raiders), regia di Ray Enright (1943)
- La nave della morte (Follow the Boys), regia di A. Edward Sutherland (1944)
- Al di là del mistero (House of Frankenstein), regia di Erle C. Kenton (1944)
- The Mummy's Curse, regia di Leslie Goodwins (1944)
- Alì Babà e i quaranta ladroni (Ali Baba and the Forty Thieves), regia di Arthur Lubin (1944)
- L'uomo meraviglia (Wonder Man), regia di H. Bruce Humberstone (1945)
- Gianni e Pinotto fra le educande (Here Come Tre Co-Eds), regia di Jean Yarbrough (1945)
- La casa degli orrori (House of Dracula), regia di Erle C. Kenton (1945)
- La finestra sul cortile (Rear Window), regia di Alfred Hitchcock (1954)
- Sabrina, regia di Billy Wilder (1954)
- I ponti di Toko-Ri (The Bridges at Toko-Ri), regia di Mark Robson (1954)
- Caccia al ladro (To Catch a Thief), regia di Alfred Hitchcock (1955)
- La congiura degli innocenti (The Trouble with Harry), regia di Alfred Hitchcock (1955)
- La ragazza di Las Vegas (The Girl Rush), regia di Robert Pirosh (1955)
- L'uomo che sapeva troppo (The Man Who Knew Too Much), regia di Alfred Hitchcock (1956)
- I dieci comandamenti (The Ten Commandments), regia di Cecil B. DeMille (1956)
- La donna che visse due volte (Vertigo), regia di Alfred Hitchcock (1958)
- L'agguato (The Trap), regia di Norman Panama (1959)
- Colazione da Tiffany (Breakfast at Tiffany's), regia di Blake Edwards (1961)

## Riconoscimenti
Come accadudo in altri casi, questo artista ha avuto tardivo riconoscimento della sua opera da parte dei membri dell'Academy Awards. L'Oscar che sarebbe dovuto arrivare già nel 1934 per gli straordinari effetti speciali de L'uomo invisibile (film per il quale non fu neppure candidato) giunse solo undici anni più tardi (nel 1945 per L'uomo meraviglia), successo bissato nel 1952 con I ponti di Toko-Ri e triplicato nel 1957 con I dieci comandamenti. Tuttavia la sua opera sul personaggio dell'Uomo invisibile gli fu parzialmente riconosciuta con le candidature agli Oscar 1941, 1942 e 1943 rispettivamente per i film La donna invisibile, Il ritorno dell'uomo invisibile e Joe l'inafferrabile.
Oltre a queste tre candidature e ai due Oscar vinti, Fulton aggiunse una seconda candidatura sempre nel 1940 (lo stesso anno della candidatura per La donna invisibile) per il film Hellzapoppin in Grecia (The Boys from Syracuse, 1940).